# Mỹ Thành, Đồng Tháp
Mỹ Thành là một xã thuộc tỉnh Đồng Tháp, Việt Nam.

## Địa lý
Xã Mỹ Thành có vị trí địa lý:
- Phía đông giáp phường Thanh Hòa.
- Phía tây giáp xã Hậu Mỹ.
- Phía nam giáp xã Hội Cư và Bình Phú.
- Phía bắc giáp xã Thạnh Phú

Xã Mỹ Thành có diện tích 52,30 km², dân số năm 2025 là 35.768 người, mật độ dân số đạt 683 người/km².

## Lịch sử
Ngày 16 tháng 6 năm 2025, Ủy ban Thường vụ Quốc hội ban hành Nghị quyết số 1663/NQ-UBTVQH15 về việc sắp xếp các đơn vị hành chính cấp xã của tỉnh Đồng Tháp năm 2025. Theo đó, sắp xếp toàn bộ diện tích tự nhiên, quy mô dân số của các xã Phú Nhuận, Mỹ Thành Bắc và Mỹ Thành Nam thành xã mới có tên gọi là xã Mỹ Thành.
Sau khi sáp nhập, xã Mỹ Thành có 52,30 km² diện tích tự nhiên và dân số 35.768 người.